# چیکولواپان
چیکولواپان (به اسپانیایی: Chicoloapan de Juárez) از شهرهای کشور مکزیک است که در ایالت استادو د مخیکو قرار دارد و جمعیت آن طبق سرشماری سال ۲۰۱۰ میلادی ۱۷۲٬۹۱۹ نفر بوده است.